# Wang Peng
Wang Peng (chiń. 王鹏; ur. 16 czerwca 1978 w Dalian) – chiński piłkarz występujący na pozycji napastnika. Obecnie występuje w Shaanxi Zhongxin.
W 2007 roku wystąpił wraz ze swoją reprezentacją na Pucharze Azji.